# Marktwerking
Marktwerking is in de economie het (snel, minder snel of zelfs helemaal niet) tot stand komen van een evenwichtsprijs voor een goed of voor een dienst, wanneer er een gegeven verhouding bestaat tussen vraag en aanbod.

## Voorbeeld
Wanneer we ons een economie voorstellen waarin papier 10 keer duurder is dan wij gewend zijn, dan zal de vraag naar papier in die economie maar gering zijn. Maar in zo'n situatie is het, aangenomen dat alle andere omstandigheden in de economie gelijk blijven, erg lucratief om een nieuwe papierfabriek te starten om papier te verkopen. De vraag is dan kleiner dan het aanbod. In die situatie blijft er erg veel papier onverkocht. De marktprijs is te hoog om de markt te ruimen. Om het papier toch te kunnen verkopen zullen de papierfabrikanten de prijs moeten verlagen. Andersom: als papier erg goedkoop is, zal de vraag toenemen maar gaan er papierfabrieken, de aanbieders, failliet. De vraag is nu groter dan het aanbod en er ontstaat een tekort aan papier, waardoor de prijs zal stijgen.
Dergelijke aanpassingstrajecten naar een marktevenwicht kunnen afhankelijk van het type product vrij lang duren. Het zal duidelijk zijn dat bijvoorbeeld een nieuwe (papier)fabriek niet op één dag wordt gebouwd. Als op enig moment de marktprijs gelijk wordt aan de evenwichtsprijs is de markt in evenwicht. Dit zal zo blijven totdat de markt door een exogene schok weer uit evenwicht raakt. Men brengt vraag en aanbod in evenwicht tegen de meest gunstige prijs/kwaliteitsverhouding. 